# Volga neagră

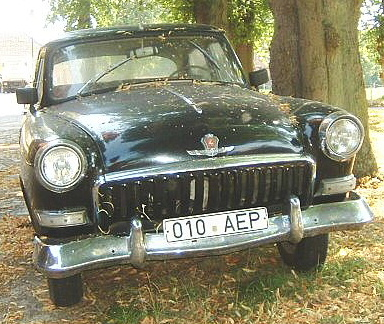
Limuzină Volga neagră.

Volga neagră (în poloneză czarna wołga) se referă la o legendă urbană vehiculată pe scară largă în Polonia, Rusia, Belarus, Ucraina și Mongolia, mai ales în anii 1960 și 1970. Era vorba de o limuzină Volga neagră (sau în unele versiuni roșie) care se presupune că a fost folosită pentru a răpi oameni, mai ales copii. Potrivit unor versiuni diferite, ea era condusă de preoți, călugărițe, evrei, vampiri, sataniști sau Satana însuși. Mașina este descrisă ca având jante albe, perdele albe sau alte elemente albe.
Copiii erau răpiți pentru a se folosi sângele lor ca un remediu pentru oamenii bogați occidentali sau arabi care sufereau de leucemie; în alte variante motivul era furtul de organe, combinat cu o altă faimoasă legendă despre furtul de rinichi de către KGB. Legenda a apărut din nou la sfârșitul secolului al XX-lea, cu mașini BMW sau Mercedes în locul Volgăi, având uneori coarne în loc de oglinzi retrovizoare. În această versiune, șoferul oprește și îi întreabă câte ceva pe trecători, apoi îi ucide atunci când ei se apropie de mașină pentru a răspunde. Într-o altă versiune a legendei, victima va muri la aceeași oră, o zi mai târziu.
În România, aceasta legenda a apărut în anii 1970, unde a devenit cunoscută ca "Dacia neagră", dar după 1989, Dacia neagră a fost înlocuită cu ambulanța neagră.